# Baie des Chaleurs
Baie des Chaleurs (fr.), Chaleur Bay (ang.) – zatoka znajdująca się na Atlantyku, u wybrzeży Kanady, pomiędzy półwyspem Gaspésie a Nowym Brunszwikiem.